# Harald Irmscher
Harald Irmscher est un footballeur est-allemand, né le 12 février 1946 à Oelsnitz/Erzgeb..

## Biographie
En tant que milieu de terrain, il fut international est-allemand à 41 reprises pour 4 buts (1966-1974).
Sa première sélection fut jouée le 4 septembre 1966 contre l’Égypte, qui se solda par une large victoire (6-0).
Il joua les JO 1972, disputant quatre matchs (Colombie, Ghana, Pologne et Hongrie), sans marquer de but. La RDA termina 3e ex æquo avec l'URSS.
Puis il participa à la Coupe du monde de football de 1974, en RFA. Il fut titulaire contre le Chili, la RFA, l'Australie, remplaçant contre le Brésil, et ne joue pas contre les Pays-Bas, ni contre l'Argentine. Pour une première apparition de la RDA en phase finale, elle fit une bonne prestation, éliminée au 2d tour.
Irmscher joua au BSG Motor Zwickau (1964-1968) et au FC Carl Zeiss Iéna (1968-1976).
En clubs, il remporta avec le premier la Coupe de RDA en 1967 et avec le second, deux coupes de RDA (1972 et 1974) ainsi qu'un championnat de RDA en 1970.
Après sa carrière de joueur, Irmscher a été entraîneur de jeunes au FC Carl Zeiss Iéna. Ensuite, de 1983 à 1988, il a été entraîneur adjoint de l'équipe nationale de RDA, dirigée par Bernd Stange. 
En 2005, Harald Irmscher est entraîneur adjoint à Apollon Limassol jusqu'en 2007.
Depuis juillet 2007, il s'occupe à son tour en tant qu'entraîneur adjoint au côté de Bernd Stange l'équipe nationale de Biélorussie.

## Clubs
- 1964-1968 :  BSG Motor Zwickau
- 1968-1974 :  FC Carl Zeiss Iéna

## Palmarès
- Jeux olympiques
  - Médaille de bronze en 1972
- Championnat de RDA de football
  - Champion en 1970
- Coupe d'Allemagne de l'Est de football
  - Vainqueur en 1967, en 1972 et en 1974